# Vélo Club Sovac
L'equip Vélo Club Sovac (codi UCI: VCS) és un equip ciclista algerià, que combina la categoria Continental amb anys com amateur. Competeix principalment a les curses de l'UCI Àfrica Tour.

## Principals resultats
- Tour de Blida: Hichem Chaabane (2013)
- Gran Premi d'Orà: Adil Barbari (2014)
- Tour de Sétif: Nabil Baz (2015)
- Tour del Senegal: Islam Mansouri (2017)

### Grans Voltes
- Tour de França
  - 0 participacions

- Giro d'Itàlia
  - 0 participacions

- Volta a Espanya
  - 0 participacions

## Classificacions UCI
A partir del 2012 l'equip participa en les proves dels circuits continentals, especialment a l'UCI Àfrica Tour.
UCI Àfrica Tour
| Temporada | Classificació per equips | Millor ciclista en la classificació individual |
| --------- | ------------------------ | ---------------------------------------------- |
| 2012      | 8è                       | Hichem Chaabane (28è)                          |
| 2013      | 2n                       | Hichem Chaabane (2n)                           |
| 2014      | 7è                       | Adil Barbari (11è)                             |
| 2015      | 9è                       | Bilal Saada (85è)                              |
| 2017      | 8è                       | Islam Mansouri (17è)                           |

UCI Àsia Tour
| Temporada | Classificació per equips | Millor ciclista en la classificació individual |
| --------- | ------------------------ | ---------------------------------------------- |
| 2014      | 79è                      | Abderrahmane Mansouri (366è)                   |
| 2017      | 96è                      | Oussama Mansouri (552è)                        |

UCI Europa Tour
| Temporada | Classificació per equips | Millor ciclista en la classificació individual |
| --------- | ------------------------ | ---------------------------------------------- |
| 2012      | 122è                     | Hichem Chaabane (1020è)                        |
| 2013      | 121è                     | Adil Barbari (967è)                            |